# Aeroportul Tazadit
Aeroportul Tazadit (IATA: OUZ, ICAO: GQPZ) este un aeroport din Regiunea Tiris Zemmour, Mauritania ce deservește zona Zouérate.
Situat la o altitudine de 344 m, aeroportul dispune de o singură pistă.